# Sanguisorba menziesii
Sanguisorba menziesii är en rosväxtart som beskrevs av Per Axel Rydberg. Sanguisorba menziesii ingår i släktet storpimpineller, och familjen rosväxter. Inga underarter finns listade i Catalogue of Life.